# John Doe (musiker)
John Doe, född John Nommensen Duchac den 25 februari 1954 i Decatur, Illinois, är en amerikansk sångare, låtskrivare, skådespelare och poet. Han spelade bas i LA-baserade punkbandet X.

## Diskografi
Album
- 1990 –  Meet John Doe  (Geffen Records)
- 1995 – Kissingsohard  (Forward/Rhino)
- 2000 – Freedom Is...  (spinART)
- 2002 – Dim Stars, Bright Sky  (BMG)
- 2005 – Forever Hasn't Happened Yet  (Yep Roc)
- 2006 – For the Best of Us  (Yep Roc)
- 2007 – A Year in the Wilderness  (Yep Roc)
- 2009 – Country Club (Yep Roc)
- 2011 – A Day at the Pass (Pinko)
- 2011 – Keeper (Yep Rock)
- 2016 – The Westerner (Cool Rock)

## Filmografi
- Salvador (1986)
- Slam Dance (1987)
- Border Radio (1987)
- Road House (1989)
- Great Balls of Fire! (1989)
- Liquid Dreams (1991)
- A Matter of Degrees (1991)
- Roadside Prophets (1992)
- Pure Country (1992)
- Wyatt Earp (1994)
- Shake, Rattle and Rock! (1994)
- Georgia (1995)
- Scorpion Spring (1996)
- Black Circle Boys (1997)
- Vanishing Point (1997)
- Touch (1997)
- Party of Five (1997) 1 avsnitt
- The Price of Kissing (1997)
- The Last Time I Committed Suicide (1997)
- Boogie Nights (1997)
- Get to the Heart: The Barbara Mandrell Story (1997)
- Lone Greasers (1998)
- The Pass (1998)
- Black Cat Run (1998)
- Odd Man (1998)
- Drowning on Dry Land (1999)
- Veronica's Closet  (1999) 1 avsnitt
- Sugar Town (1999)
- Knocking on Deaths Door (1999)
- Carrie 2 (1999)
- Forces of Nature (1999)
- Wildflowers (1999)
- Broken Palace (1999)
- Martial Law (1999) 1 avsnitt
- The Strip (1999) 1 avsnitt
- The Specials (2000)
- Cityakuten (2000) 1 avsnitt
- Gypsy 83 (2001)
- Jon Good's Wife (2001)
- The Employee of the Month (2002)
- The Good Girl (2002)
- Bug (2002)
- Roswell (1999–2002) 18 avsnitt
- Fastlane (2002) 1 avsnitt
- Red Zone (2002)
- Wuthering Heights (2003)
- Peacemakers (2003) 1 Episode
- Law & Order (2003) 1 Episode
- Carnivàle (2003) 2 Episoder
- Torque (2004)
- Tom 51 (2004)
- Lucky 13 (2005)
- CSI: Miami (2005) 1 Episode
- The Darwin Awards (2006)
- Jammin (2006) 1 Episode
- Ten Inch Hero (2007)
- The Sandpiper (2007)
- Man Maid (2008)
- Absent Father (2008)
- One Tree Hill (2008)